# 2349 Kurchenko
2349 Kurchenko è un asteroide della fascia principale del diametro medio di circa 21,52 km. Scoperto nel 1970, presenta un'orbita caratterizzata da un semiasse maggiore pari a 2,7701009 UA e da un'eccentricità di 0,1166026, inclinata di 17,46078° rispetto all'eclittica.